# Archaeoryctes
Archaeoryctes és un gènere de mamífers extints de la família Didymoconidae. Fou descrit per Zheng l'any 1979 a la publicació Vertebrata PalAsiatica 45(4):278-286.